# 부북초등학교
부북초등학교는 대한민국 경상남도 밀양시 부북면 운전리에 있는 공립 초등학교다.
부북초등학교는 운동장이 천연잔디로 이루어져있다.
건물은 본관(1층~2층),신관 (1층~2층),강당

## 학교 연혁
- 1926년 9월 15일 부북공립보통학교 개교
- 1938년 4월 1일 교명 변경 (부북공립심상소학교)
- 1941년 4월 1일 교명 변경 (부북공립국민학교)
- 1996년 3월 1일 교명 변경 (부북초등학교)
- 1998년 9월 1일 정진분교장 통폐합
- 1999년 9월 1일 월산초등학교 통폐합
- 2015년 8월 31일 병설유치원 폐원
- 2020년 3월 1일 제27대 이두흠 교장 부임
- 2021년 2월 10일 제92회 졸업(13명): 총 졸업생 5,999명
- 2022년 2월 11일 제93회 졸업(졸업생 14명, 총 6,013명)
- 2023년 3월 1일 제 28대 강인석  교장 부임
- 2025년 1월 7 일  제 96회 졸업(졸업생 19명)

## 학교 상징
- 교화 : 철쭉 - 기쁜 마음으로 봄을 맞이하는 철쭉처럼 아름다운 마음으로 꿈을 키우는 어린이가 되자는 의미
- 교목 : 소나무 - 항상 푸르고 꿋꿋한 기상으로 자라나는 소나무처럼 우리 학교 어린이들도 커 나가자는 의미

## 참고 자료
- 부북초등학교 - 한국교육학술정보원 학교알리미